# خوسيه ميرا
خوسيه ميرا (بالإسبانية: José Mera) هو لاعب كرة قدم كولومبي في مركز الدفاع، ولد في 11 مارس 1979 في Puerto Tejada, Cauca ‏ في كولومبيا. شارك مع منتخب كولومبيا لكرة القدم. أما مع النوادي، فقد لعب مع إنديبندينتي ميديلين وديبورتيس كوينديو وديبورتيفو باستو وديبورتيفو بيريرا وديبورتيفو كالي ونادي كاراكاس ونادي ليبرتاد ونادي ميلوناريوس.

## وصلات خارجية
- خوسيه ميرا على موقع الاتحاد الدولي (مؤرشف)  (الإنجليزية)
- خوسيه ميرا على موقع قاعدة بيانات كرة القدم.إي يو (الإنجليزية)
- خوسيه ميرا على موقع ناشيونال فوتبول تيمز (الإنجليزية)